# Имран, Мухаммад
Мухаммад Имран (урду محمد عمران‎, англ. Muhammad Imran, 12 января 1979, Фейсалабад, Пакистан) — пакистанский хоккеист (хоккей на траве), полевой игрок. Участник летних Олимпийских игр 2008 и 2012 годов, бронзовый призёр чемпионата Азии 2013 года, чемпион летних Азиатских игр 2010 года, серебряный призёр летних Азиатских игр 2014 года, бронзовый призёр летних Азиатских игр 2006 года.

## Биография
Мухаммад Имран родился 12 января 1979 года в пакистанском городе Фейсалабад.
Играл в хоккей на траве за «Старлет» и «Арми» из Фейсалабада.
В 2006 году завоевал серебряную медаль хоккейного турнира Игр Содружества в Мельбурне.
В 2008 году вошёл в состав сборной Пакистана по хоккею на траве на летних Олимпийских играх в Пекине, занявшей 8-е место. Играл в поле, провёл 5 матчей, забил 2 мяча (по одному в ворота сборных Канады и Нидерландов).
В 2012 году вошёл в состав сборной Пакистана по хоккею на траве на летних Олимпийских играх в Лондоне, занявшей 7-е место. Играл в поле, провёл 6 матчей, мячей не забивал.
В 2013 году завоевал бронзовую медаль на чемпионате Азии.
Завоевал комплект медалей на хоккейных турнирах летних Азиатских игр: золото в 2010 году в Гуанчжоу, серебро в 2014 году в Инчхоне, бронзу в 2006 году в Дохе.
Трижды был призёром Трофея чемпионов, выиграв серебряную медаль в 2014 году, бронзовые — в 2004 и 2012 году.
Был капитаном сборной Пакистана.